# Економска политика
Економска политика је део државне политике који се бави односом државе и економије. Нека од подручја економске политике су:
- Фискална политика
- Политика доходака
- Спољне везе
- Монетарна политика